# Didam
Didam – miasto w prowincji Geldria, w Holandii. Według danych na rok 2018 wieś zamieszkiwało 12 805 osób, a gęstość zaludnienia wyniosła 3469 os./km².

## Klimat
Klimat jest umiarkowany. Średnia temperatura wynosi 8 °C. Najcieplejszym miesiącem jest lipiec (18 °C), a najzimniejszym miesiącem jest luty (0 °C).

## Infrastruktura
W 1885 roku została otwarta stacja kolejowa Didam zlokalizowana na trasie Winterswijk–Zevenaar.